# Finnvær fyr
Finnvær fyr ligger på Valøya i den nordvestlige del af øgruppen i Froan i Frøya i Sør-Trøndelag fylke i Norge.
Fyret blev oprettet i 1912 og er en del af fyrkæden i ørækken ud for Frøya med Sula fyr i syd, derefter Vingleia fyr, Finnvær fyr og længst mod nord Halten fyr.
Fyret i bygningen blev erstattet af et nyt fyr i et glasfibertårn i umiddelbar nærhed i 1985. Fyret får strøm fra et solcelleanlæg. Det gamle fyranlæg er efterfølgende blevet fredet.